# Municipio de Marshan
El municipio de Marshan (en inglés, Marshan Township) es un municipio del condado de Dakota, Minnesota, Estados Unidos. Tiene una población estimada, a mediados de 2021, de 1139 habitantes.

## Geografía
Está ubicado en las coordenadas 44°39′32″N 92°50′36″O / 44.65889, -92.84333 (44.658807, -92.843262). Según la Oficina del Censo de los Estados Unidos, tiene una superficie total de 89.17 km², de la cual 89.12 km² corresponden a tierra firme y 0.05 km² están cubiertos de agua.

## Demografía
Según el censo de 2020, en ese momento había 1153 personas residiendo en la zona. La densidad de población era de 12.9 hab./km². El 91.85% de los habitantes eran blancos, el 0.35% eran afroamericanos, el 0.52% eran amerindios, el 1.65% eran asiáticos, el 1.21% eran de otras razas y el 4.42% eran de una mezcla de razas. Del total de la población, el 2.95% eran hispanos o latinos de cualquier raza.